# Wolfgang Wagner
Wolfgang Manfred Martin Wagner (Bayreuth, 30 agosto 1919 – Bayreuth, 21 marzo 2010) è stato un imprenditore e regista teatrale tedesco, direttore artistico (Festspielleiter) del Festival di Bayreuth dal 1951 al 2008.

## Biografia
Wolfgang è figlio di Siegfried Wagner e nipote del compositore Richard Wagner, e pronipote di Franz Liszt. Dal 1951, dapprima in coppia col fratello maggiore Wieland fino alla di lui morte prematura nel 1966, quindi da solo, ha assunto la guida del celebre Festival dedicato alle opere di suo nonno.
I due fratelli furono i principali artefici della resurrezione del Festival dopo le macerie della seconda guerra mondiale, e il discredito in cui era caduta la manifestazione per la sua compromissione col regime nazista, all'epoca della direzione della madre di Wieland e Wolfgang, Winifred: dal 1951 in poi, infatti, il Festival si è sempre svolto, su base annuale. Così come il fratello, anche Wolfgang, nel periodo della sua direzione, ha promosso produzioni moderne e messe in scena minimaliste, talvolta innovative e controverse come il Ring del centenario nel 1976, con la regia di Patrice Chéreau, ma, a differenza di Wieland, il suo lavoro ha suscitato anche varie critiche, anche per la sua decisione di limitare le opere del nonno da rappresentare al cosiddetto "canone di Bayreuth" (tagliando fuori le opere giovanili come ad esempio Rienzi, ripudiate dal compositore), e soprattutto per la gestione, a detta dei suoi avversari e oppositori, autocratica del Festival. Tuttavia, dopo 50 anni della sua direzione Bayreuth è uno dei teatri d'opera più prestigiosi al mondo, con liste di attesa di anni per i biglietti.
Nel 1994 Wolfgang invitò Werner Herzog (che in precedenza aveva curato la regia di Lohengrin a Bayreuth nel 1987) a girare un documentario sul festival, messo in circolazione col titolo Die Verwandlung der Welt in Musik ("La trasformazione del mondo nella musica"). Nello stesso anno ha pubblicato la sua autobiografia, scritta assieme ad Albrecht Kraus, Una vita per Bayreuth (Lebens-akte).

### La questione della successione
Wolfgang e la famiglia Wagner sono stati al centro, negli ultimi anni, di un'intricata questione relativa alla successione alla guida del Festival di Bayreuth, che fin dalla sua fondazione è nelle mani dei discendenti del compositore, complicata anche dal fatto che Wolfgang si è sposato due volte: i suoi figli sono Eva (1945), Gottfried (1947) e Katharina (1978), quest'ultima nata dal suo secondo matrimonio.
Wolfgang ha annunciato il 29 aprile 2008 la sua decisione di ritirarsi il 31 agosto 2008, dopo la fine del ciclo di rappresentazioni annuali. Come successori sono state nominate le due sorellastre Eva e Katharina, dopo che queste hanno raggiunto un accordo a seguito della morte della madre della seconda.

### Morte
È morto nella sua casa di Bayreuth nel 2010 all'età di 90 anni.